# Emmerson Mnangagwa
Emmerson Dambudzo Mnangagwa –  Krokodil (Shabani, 15. rujna 1942.) zimbabveanski je revolucionar, političar i trenutni predsjednik Republike Zimbabve. Na ovu dužnost došao je nakon pobjede na izborima koji su uslijedili nakon vojnog puča 2017., u kojem je svrgnut dugogodišnji bivši predsjednik Robert Mugabe.

## Životopis
Nakon što je 1963. formirana ZANU-PF u tijeku borbe protiv vladajuće bjelačke manjine u Rodeziji, Mnangagnwa je bio jedan od mladih stranačkih vođa koji su poslani u Narodnu Republiku Kinu na vojnu obuku, s obzirom na to da je Kina u tome trećesvjetskom hladnoratovskom sukobu u podupirala upravo ZANU-PF. Njegova skupina bila je zaslužna za dizanje u zrak nekolicine vlakova, međutim, 1965, Mnangagnwa je uhićen i osuđen na smrt. Kaznu je ipak izbjegao jer ga je njegov odvjetnik uspješno obranio na sudu. Iako je izbjegao smrtnu kaznu, osuđen je na deset godina zatvora, u kojemu upoznaje Roberta Mugabea. Nakon osluženja kazne, deportiran je u Zambiju gdje je studirao pravo Ostao je blizak Mugabeu i nakon što je ZANU-PF dobila građanski rat, obnavljao je niz važnih dužnosti u novoj vladi poput "Ministra državne sigurnosti" i "Ministra pravde, pravnih i paravojnih poslova"
Tijekom Mugabeove vladavine u vladajućoj stranci ZANU-PF formirale su se dvije suparničke frakcije. Prva frakcija nazvana "Lacoste", po znaku krokodila okupljala se oko Mnangagnwea, dok se mlađa suparnička frakcija "G-40" okupljala oko Mugabeove druge žene Grace Mugabe. Nakon što je Grace Mugabe saznala da Mnangagwa treba naslijediti njezinog muža, založila se da Mnangagnweu bude uručen otkaz, što se i dogodilo te je Mnangagwa morao uskoro napustiti zemlju. Ipak, Grace Mugabe bila je omražena među ratnim veteranima i pri vojnim zapovjednicima pa je vojska 15. studenog 2017. izvršila vojni udar kojim je smjenjen Mugabe zajedno sa svojom ženom. Mnangagwa se nedugo nakon vratio u zemlju.

## Predsjednički mandat
Nakon što je Mugabe svrgnut vojnim udarom, iz ZANU-PF-a su priopčili kako će dužnost predsjednika nastaviti obnašati Mnangagwa do kraja tekućeg Mugabeova mandata, odnosno novih izbora 2018. godine.

### Izbori u kolovozu 2018.
Na izborima u kolovozu 2018. Mnangagwa je kao predvodnik ZANU-PF-a službeno osvojio dvije trećine mjesta u parlamentu unatoč brojnim nepravilnostima poput zastrašivanja glasača, pristranosti medija i dr. koje su zabilježili promatrači Europske unije. Oporba nije priznala rezultate izbora, pa su se uslijedili neredi u kojima je nekoliko ljudi ubijeno. Na izbornom skupu na stadionu u gradu Bulawayu, u lipnju 2018. Mnangagwa je preživio atentat kada je u njegovoj blizini akivirana eksplozivna naprava.